# 38 Arietis
38 Arietis, som är stjärnans Flamsteed-beteckning, är en ensam stjärna belägen i den södra delen av stjärnbilden Väduren, som också har variabelbeteckningen UV Arietis. Det hade tidigare benämningen 88 Ceti och utgjorde då en del av den närliggande stjärnbilden Cetus. Den har en högsta  skenbar magnitud på ca 5,18 och är svagt synlig för blotta ögat där ljusföroreningar ej förekommer. Baserat på parallaxmätning inom Hipparcosuppdraget på ca 27,5 mas, beräknas den befinna sig på ett avstånd på ca 119 ljusår (ca 36 parsek) från solen. Den rör sig närmare solen med en heliocentrisk radialhastighet av ca -1,5 km/s.

## Egenskaper
38 Arietis är en vit jättestjärna av spektralklass A7 III-IV. vilket betyder att den har spektrala drag mellan en jätte- och en underjättestjärna. Den har en radie som är ca 2 solradier och utsänder ca 11 gånger mera energi än solen från dess fotosfär vid en effektiv temperatur av ca 4 600 K.
38 Arietis är en pulserande variabel av Delta Scuti-typ (DSCTC), som varierar mellan visuell magnitud +5,18 och 5,22 med en period av 0,0355 dygn eller 51,1 minuter.